# 高芝兰
高芝兰（1922年—2013年4月12日），女，浙江杭州人，中国女高音歌唱家、声乐教育家，曾任中国音乐家协会理事。